# 박상아
박상아(1972년 6월 20일 ~ )는 대한민국의 배우이다.

## 생애
천동초등학교를 졸업하고 명일여자중학교 1학년때(85년) 미국으로 이민, 미국 FIDM 의상디자인학과 중퇴 이후 중앙대학교 연극영화학과와 중앙대학교 예술대학원을 나왔다. 
1991년 미스 남가주대회 4위, 미스아시아USA, 미스폴라, 미스혼다 대회 입상. 이후 1993년 영화배우 데뷔와 1994년 MBC 문화방송 특채 연기자 데뷔에 이어 1995년 KBS 한국방송공사 슈퍼 탤런트 대상을 수상하였으며 이에 앞서 1993년 SBS 공채 3기 탤런트에 응시했지만 어렸을 때부터 미국에서 생활한 터라 한국말이 익숙하지 않았던 점, 연기 기본 미숙 탓인지 탈락했다. 
《젊은이의 양지》,《꼭지》등의 드라마에 출연해 인기를 모았고, 《'생방송 아침을 달린다'》(중도하차), 《'출발 토요대행진'》 MC로 활약했다.
그런데 2001년 MBC 《결혼의 법칙》을 끝으로 마지막 연기활동을 마치고 중단하였다. 이후 KBS2 《"夜! 한밤에"》의 MC직에서 하차하였으며, 같은 시기 KBS1 TV소설 《새엄마》 / MBC 《그 햇살이 나에게》에서도 출연 제의가 왔으나 모두 고사하였다.
그 이후 광고 및 일부 예능프로의 게스트 출연 등 극히 제한적인 활동을 하면서 활동폭을 줄이다가 이듬해인 2003년 9월에 전두환의 차남 '전재용 비자금 사건'에 연루되면서 검찰 조사 후 미국으로 출국한 뒤로는 2013년 영화 《러시안 소설》에서 조연(라디오 아나운서 역)으로 목소리만 등장한것 외에는 연예 분야 활동을 하지 않고 있다.
- 2007년 4월 5일 라디오코리아에 따르면, 2007년 2월, 전재용과 미국에서 비밀결혼 한 것으로 알려졌다 언론에 따르면 전재용-박상아 부부는 2003년 5월 12일 결혼해 사흘 후인 5월 15일 혼인신고를 마친 것으로 확인됐다. 이들은 미국 네바다주 클라크 카운티에서 신고를 마쳤고 같은 날 미국 조지아주 애틀란타에 박상아의 명의로 주택을 구입했다. 훌륭한 가문에 혼사라며 박상아는 아주 자랑스러워하는 모습으로 결혼식 뉴스에서 비춰졌다. 또 2005년에도 박상아의 이름으로 캘리포니아주 로스앤젤레스 뉴포트비치에 주택을 구입했다. 박상아는 주택을 구입할 때 기혼이 아닌 미혼이라고 신분을 밝힌 것으로 알려졌다.

이 매체는 결혼 사실을 숨기고 주택을 구입한 것은 당시 전두환 비자금 조사로 차남의 재산까지 차압될 가능성이 있어 이를 사전에 차단하기 위함으로 분석했다.한편 전재용-박상아 부부의 결혼식은 2007년 7월 19일 경기도 파주시 헤이리 아티누스에서 이뤄졌다.
2010년 박상아와 전재용 부부는 세금 72.68 달러를 납부하지 못해 캘리포니아 일대에 구매해놓은 저택을 압류당했다. 2013년 2월 20일, 노현정과 함께 자녀 외국인학교 부정입학과 관련해 검찰에 소환됐다. 2013년 7월 12일, 자녀를 외국인학교에 부정 입학시킨 혐의로 벌금 1500만원이 선고됐다.

## 출연작

### 영화
- 1993년 《비 오는 날 수채화》
- 1996년 《고스트 맘마》
- 2013년 《러시안 소설》

### TV 드라마
- 1994년 MBC드라마 《천국의 나그네》
- 1994년 MBC드라마 《사랑을 그대품안에》 고나영 역
- 1995년 KBS드라마 《젊은이의 양지》 하석란 역
- 1995년 KBS드라마 《가면 속의 천사》
- 1995년 KBS드라마 《바람의 아들》
- 1996년 KBS드라마 《은하수》 김영미 역
- 1996년 SBS드라마 《8월의 신부》 혜원 역
- 1996년 SBS시트콤 《LA아리랑》
- 1996년 KBS드라마 《전설의 고향 - 1996년》 호녀 편 향이 (구미호) 역
- 1997년 MBC드라마 《세 번째 남자》 송채연 역
- 1997년 MBC시트콤 《남자 셋 여자 셋》
- 1998년 KBS드라마 《천사의 키스》 최세림 역
- 1998년 MBC드라마 《맏이》 윤명원 역
- 1998년 KBS드라마 《킬리만자로의 표범》
- 1998년 KBS드라마 《바람처럼 파도처럼》
- 1998년 SBS드라마 《홍길동》 인옥 역
- 1998년 KBS드라마 《사관과 신사》 육군 중위 김유신 역
- 1999년 SBS드라마 《청춘의 덫》
- 1999년 KBS드라마 《당신》
- 2000년 SBS드라마 《TV 러브 스토리》 세원 역
- 2000년 KBS드라마 《태조 왕건》 신혜왕후 역
- 2000년 KBS드라마 《꼭지》 김지연 역
- 2001년 MBC드라마 《결혼의 법칙》 고은새 역

### 광고
- 해태 알래스카
- LG 동글이 청소기
- 라자가구
- 꼼빠니아
- 삼성 사이버아파트
- 코니카필름
- 캐리어 에어컨
- 아트피아 화장품
- 풍림 아이원
- 네슬레 커피메이트